# Віхтен (комуна)
Віхтен (люксемб. Viichten, фр. Vichten, нім. Vichten) — комуна Люксембургу. Входить до складу кантону Реданж в окрузі Дикірх.

## Географія
Площа території комуни становить 12,26 км² (98-е місце за цим показником серед 116 комун Люксембургу).
Висота найвищої точки комуни над рівнем моря складає 384 метрів (74-е місце за цим показником серед комун країни), найнижчої — 264 метрів (74-е місце).

## Демографія
Станом на 2011 рік на території комуни мешкало 1 027 ос.
Динаміка чисельності населення:

## Адміністративний поділ
До складу комуни входять такі поселення:
| Поселення | Населення за даними переписів: | Населення за даними переписів: | Населення за даними переписів: |
| Поселення | на 31.03.1981                  | на 01.03.1991                  | на 15.02.2001                  |
| --------- | ------------------------------ | ------------------------------ | ------------------------------ |
| Міхельбух | 43                             | 59                             | 108                            |
| Віхтен    | 533                            | 574                            | 723                            |